# Phytoseius maltshenkovae
Phytoseius maltshenkovae är en spindeldjursart som beskrevs av Wainstein 1973. Phytoseius maltshenkovae ingår i släktet Phytoseius och familjen Phytoseiidae. Inga underarter finns listade i Catalogue of Life.